# Galium qaradaghense
Gálium qaradaghénse  (лат.) — вид двудольных растений рода Подмаренник (Galium) семейства Мареновые (Rubiaceae). Впервые описан австрийской учёной-ботаником Евой Шёнбек-Темесь в 1977 году.

## Описание
Многолетнее травянистое растение до 30 см высотой, покрытое опушением, с несколькими стелющимися и приподнимающимися остроугловатыми стеблями. Листья собраны в мутовки по 6—8 вдоль стебля, ланцетовидной формы, 12—20×2—5 мм. Пластинки верхних листьев острые, у нижних — притупленные.
Соцветия сложные, состоят из щитковидных частей, голые, цветоножки 2—7 мм длиной. Цветки 2,5—4,5 мм в диаметре, лепестки сросшиеся, узкояйцевидной формы.
Плод — двусемянка, один из мерикарпиев которой редуцирован. Единственная семянка 2—5 мм длиной, блестящая, голая.

## Распространение
Эндемик Ирака, встречающийся в Иракском Курдистане на севере страны.
Типовой экземпляр был собран в 1958 году в местности Копи-Каядаг, в дубовой чаще.